# Richard A. Robison
Richard Ashby Robison (* 10. Januar 1933 in Fillmore (Utah)) ist ein US-amerikanischer Paläontologe. Er war Professor für Geologie an der University of Kansas.
Robison studierte an der Brigham Young University mit dem Bachelor-Abschluss 1957 und dem Master-Abschluss 1958 und wurde 1962 an der University of Texas in Geologie promoviert. 1959/60 war er beim US Geological Survey. Ab 1962 war er Assistant Professor für Geologie an der University of Utah (damals untersuchte er unter anderem Kohlelagerstätten im Südwesten von Utah) und 1966/67 Associate Curator für Paläontologie der Wirbellosen an der Smithsonian Institution. 1967 wurde er Associate Professor und später Professor an der University of Utah und ab 1974 war er Hedberg Professor für Geologie an der University of Kansas und wurde dort Gulf Hedberg Distinguished Professor und Direktor des Institute of Paleontology.
Er befasste sich insbesondere mit der wirbellosen Fauna des Kambrium und speziell Trilobiten und Biostratigraphie.
Robison war 1978 bis 1985 Herausgeber des Treatise on Invertebrate Paleontology.
Er ist seit 1953 verheiratet und hat drei Kinder.